# Knittelfelder FPÖ-Versammlung 2002
Die Knittelfelder FPÖ-Versammlung 2002 war ein außerordentlicher Parteitag der Freiheitlichen Partei Österreichs (FPÖ) am 7. September 2002 in der steirischen Stadt Knittelfeld. Die Ereignisse dieser Versammlung führten zu einem Machtwechsel innerhalb der Partei, zum Rücktritt mehrerer FPÖ-Minister, somit zum Bruch der ersten FPÖ-ÖVP-Koalition unter Bundeskanzler Wolfgang Schüssel und schließlich vorgezogenen Neuwahlen (Nationalratswahl in Österreich 2002).
Die Ereignisse im Zusammenhang mit der Versammlung wurden in den Medien als „Knittelfelder Putsch“ bekannt, die „Parteirebellen“ in der Freiheitlichen Partei mitunter zusammenfassend als „Knittelfelder“ bezeichnet.

## Vorgeschichte
Nach der für die FPÖ erfolgreichen Nationalratswahl 1999 und der darauffolgenden Regierungsbildung trat Jörg Haider im Februar 2000 als FPÖ-Parteiobmann zurück, übte aber als „einfaches Parteimitglied“ weiterhin großen Einfluss aus. Im Sommer 2002 unternahm er Schritte, den Kurs der Bundespartei in seinem Sinne zu beeinflussen.
Aufgrund der Hochwasser-Katastrophe vom August 2002 hatte die Regierung Schüssel mit Zustimmung der FPÖ-Minister eine Verschiebung der Steuerreform, die den Wählern von Seiten der FPÖ versprochen worden war, beschlossen. Dies und andere Meinungsunterschiede veranlassten Haider und andere Personen des rechten Parteiflügels wie Ewald Stadler, von der Parteiführung unter der als eher liberal geltenden Susanne Riess-Passer die Einberufung eines Sonderparteitags zu verlangen und dafür Unterschriften der gewählten Delegierten zu sammeln.
Am 2. September wurden dem Parteisekretär rund 380 Unterschriften (von 751 ordentlichen Delegierten) übergeben. Satzungsgemäß musste die Parteiführung danach innerhalb von vier Wochen einen Sonderparteitag einberufen. Daraufhin drohten Mitglieder der Parteiführung, darunter auch in der Regierung vertretene Minister, mit ihrem Rücktritt, falls die Unterschriften für den Sonderparteitag nicht zurückgezogen würden. Statt den Parteitag einzuberufen, verhandelte die Parteispitze insbesondere mit Haider über einen Kompromiss.
Während dieser Verhandlungen lud Jörg Haider am 4. September die Unterzeichner zu einer Sitzung nach Knittelfeld ein.

## Verlauf
Es versammelten sich rund 400 Delegierte in Knittelfeld, darunter Jörg Haider, nicht aber die damalige Parteiobfrau Riess-Passer. Symbolischer Höhepunkt war das demonstrative Zerreißen des zwischen Riess-Passer und Haider ausgehandelten Kompromisspapiers am Rednerpult durch den Kärntner Delegierten Kurt Scheuch. Angeblich soll Haider ihn angewiesen haben, das Papier im übertragenen Sinne zu „zerreißen“, Scheuch hätte dies aber missverstanden und wörtlich interpretiert. Die Delegierten stimmten per Akklamation einem anderen Kompromissvorschlag zu, der „Knittelfelder Vereinbarung“.

## Folgen
Am darauffolgenden Tag traten aufgrund dieser Ereignisse Vizekanzlerin Riess-Passer, Finanzminister Karl-Heinz Grasser und Klubobmann Peter Westenthaler zurück. Es folgten Neuwahlen am 24. November. Dabei verlor die FPÖ fast zwei Drittel ihrer Wähler von 1999 und fiel von 26,9 % auf 10,0 % der Wählerstimmen. Die Koalition mit der ÖVP wurde dennoch fortgesetzt, allerdings musste die FPÖ mehrere Ministerämter abgeben.
Neuer Bundesparteiobmann der FPÖ statt Riess-Passer wurde auf Wunsch Haiders Mathias Reichhold, der nach 40 Tagen von Herbert Haupt abgelöst wurde.
Grasser amtierte nach der Nationalratswahl im November eine Legislaturperiode lang als parteifreier Finanzminister in der Bundesregierung Schüssel II (ÖVP-FPÖ- bzw. ÖVP-BZÖ-Koalition), stand jedoch in einem Naheverhältnis zur ÖVP und wurde nach der Nationalratswahl 2006 sogar kurz als möglicher Vizekanzler für die ÖVP betrachtet. Westenthaler kehrte 2006 für den Wahlkampf zur Nationalratswahl als Spitzenkandidat zur Partei Haiders zurück, die sich mittlerweile unter dem Namen BZÖ von der FPÖ abgespaltet hatte.